# The Burden
Cet article possède un paronyme, voir Burden.
The Burden est un film muet américain réalisé par John G. Adolfi, sorti en 1914.

## Fiche technique
- Réalisation : John G. Adolfi
- Scénario : Philip Lonergan
- Date de sortie : 
  - États-Unis : 23 juin 1914

## Distribution
- Eugene Pallette
- Irene Hunt
- Sam De Grasse